# Phylacteophaga froggatti
Phylacteophaga froggatti – gatunek błonkówki z rodziny Pergidae.

## Taksonomia
Phylacteophaga froggatti został opisany w 1955 roku przez Edgara Rieka. Jako miejsce typowe podano miejscowość Schofields w Nowej Południowej Walii. Holotypem była samica. W 1963 Robert Bernard Benson uznał ten takson za podgatunek Phylacteophaga eucalypti (Phylacteophaga eucalypti froggatti Benson, 1963). W 1997 Z. B. Mayo, Andrew Austin i Mark Adams przywrócili mu status gatunku.

## Zasięg występowania
Gatunek ten występuje w Australii (stany Australia Południowa, Australia Zachodnia, Nowa Południowa Walia, Queensland, Terytorium Stołeczne, Wiktoria, Tasmania), oraz na Nowej Kaledonii i Nowej Zelandii.

## Biologia i ekologia
Roślinami żywicielskimi są przedstawiciele rodziny mirtowatych z rodzajów Agonis (A. flexuosa), Corymbia (C. calophylla, C. citriodora C. ficifolia i C. maculata), eukaliptus (eukaliptus gronisty, eukaliptus gruborogi, eukaliptus kamaldulski, eukaliptus mocny, eukaliptus popielaty, eukaliptus rózgowaty, eukaliptus wierzbowaty, E.cladocalyx, E. dunii, eukaliptus gałkowy, E. gomphocephala, eukaliptus wielki, E. kitsoniana, E. lehmannii, E. leucoxylon, E. macarthurii, E. mannifera, E.marginata, E. nicholii, E. nitens, E. ovata, Eucalyptus perriniana, E. rudis i E. sideroxylon) oraz Lophostemon (L. confertus). Stwierdzono również możliwe żerowanie na brzozie, oraz dębach (dąb błotny i dąb szypułkowy).
Parazytoidami są błonkówki z rodzin męczelkowatych (Apanteles sp., Bracon confusus, Bracon phylacteophagus), gąsienicznikowatych (Paraphylax sp.), bleskotkowatych (Brachymeria sp.), wiechońkowatych (Apleurotropis sp., Chrysonotomyia sp., Cirrospilus margiscutellum i inne z rodzaju Cirrospilus, Elasmus australensis, Pediobius sp.), Eupelmidae (Eupelmus sp.) i siercinkowatych (Lariophagus sp.).